# Vladimír Čáp
Vladimír Čáp (ur. 20 marca 1976 w Ostrawie) – czeski piłkarz, piłkarz Śląska Wrocław grający na pozycji obrońcy. W I lidze czeskiej w barwach Baníka Ostrawa, FK Drnovice, Marila Příbram, SK Dynamo České Budějovice i 1.FK Drnovice rozegrał łącznie 156 spotkań, strzelając w nich 4 gole, a w I lidze polskiej, grając w Zagłębiu Lubin, rozegrał 9 spotkań, w których nie strzelił żadnego gola.